# Michael Nyqvist
Rolf Åke Michael Nyqvist (født 8. november 1960 i Stockholm, død 27. juni 2017) var en svensk skuespiller, uddannet ved Teaterhögskolan i Malmö. Nyqvist var ved sin død en fast del af ensemblet ved Sveriges nationalscene Kungliga Dramatiska Teatern og har medvirket i en række tv-serier og film.

## Liv og karriere
Nyqvist blev adopteret da han var halvandet år gammel og fik som femårig at vide at han var adopteret. Han har senere mødt begge sine biologiske forældre. Hans søgen efter sin egen identitet er tema i selvbiografien Når barnet har lagt sig fra 2009.
Nyqvist fik først opmærksomhed som skuespiller da han spillede politimanden John Banck i tv-serien Beck, men det var ikke før han spillede i filmen Fyren fra nabograven han fik sit store gennembrud. Senere har han spillet i film som Som i himlen, Arn: Tempelridderen, Kautokeino-oprøret og Mænd der hader kvinder.

## Filmografi (udvalg)
- 2018- Hunter Killer
- 2014 - John Wick
- 2013 – Zero Hour
- 2011 – Mission: Impossible – Ghost Protocol
- 2011 – Abduction
- 2009 – Luftkastellet der blev sprængt
- 2009 – Pigen der legede med ilden
- 2009 – Mænd der hader kvinder
- 2008 – Kautokeino-oprøret
- 2007 – Arn: Tempelridderen
- 2005 – Bang bang orangutang
- 2005 – Den bedste af mødre
- 2005 – Wallander – Mastermind
- 2004 – Som i himlen
- 2003 – Smala Sussie
- 2003 – Dag og nat
- 1997 – Beck – Manden med ikonerne
- 1997 – Beck – Lokkeduen

## Teaterstykker (udvalg)
- Geten – (2005) Vasateatret, Stockholm med Suzanne Reuter, Jacob Ericksson og Albin Flinkas